# Georg Rosenkilde
Georg Rosenkilde, född 10 oktober 1873 i Kristiansand, död 26 augusti 1945, var en norsk-dansk trädgårdsmästare.
Rosenkilde, som var son till köpman G.C.W. Rosenkilde och hans hustru, född Wrensted, genomgick trädgårdshögskolan i Vilvoorde, var trädgårdselev vid Bregentved slottsträdgård samt assistent i handelsträdgårdar i Danmark och utlandet, trädgårdsförman under fem år i Bergen, underträdgårdsmästare vid Aalholms och Bernstorff slottsträdgårdar,  slottsträdgårdsmästare vid stamhuset Ravnholt, senare slottsträdgårdsmästare vid grevskapet Christiansholm (Aalholms slottsträdgårdar) till 1917, och stadsträdgårdsmästare i Bergen från 1917 till 1940, då han efterträddes av Olav Aspesæter. Han tillhörde den danska släkten Rosenkilde och var dansk medborgare från 1912.